# Христо Ботев (стадіон, Враца)
Стадіон «Христо Ботев» (болг. Стадион «Христо Ботев») — болгарський багатофункціональний спортивний стадіон, що вміщує 32 тисячі осіб. Використовується переважно для футбольних матчів. Номінальним господарем стадіону є футбольний клуб «Ботев», який названий (як і стадіон) в честь легендарного болгарського революціонера Христо Ботева.

## Історія
Стадіон був побудований в післявоєнні роки в 1946—1948 роках і вміщував 21 тисячу глядачів. Він пережив дві реконструкції. Перша реконструкція відбулася в 2008 році: було встановлено 3 тисячі сидінь в трьох центральних секторах (вартість склала 150 тисяч євро). Друга реконструкція розпочалася в червні 2009 року і закінчилася у тому ж році — був реконструйований сектор, що знаходиться навпроти входу на стадіон (вартість склала 120 тисяч євро).
У жовтні 2009 року стадіон отримав ліцензію від Болгарського футбольного союзу, що дозволяє проводити матчі національного чемпіонату на всіх рівнях.
З того моменту на стадіоні було 6 тисяч індивідуальних пластикових сидінь. У 2011 році почалася підготовка до третьої реконструкції: планується відбудувати два бокових сектори і підвищити число пластикових сидінь до 12 тисяч.